# Haloarcula quadrata
L'Haloarcula quadrata és una espècie d'arqueu del gènere Haloarcula descoberta en una piscina de salmorra a la península del Sinaí d'Egipte. Va ser una de les primeres soques de procariotes descobertes en que les cèl·lules mostren una forma de caixa plana. Les cèl·lules es mouen amb flagels simples o múltiples però no tenen vacúols de gas. Les espècies dins del gènere Haloarcula són gramnegatives i extremadament halòfiles, i poden usar diverses fonts de carboni.